# 反艦飛彈

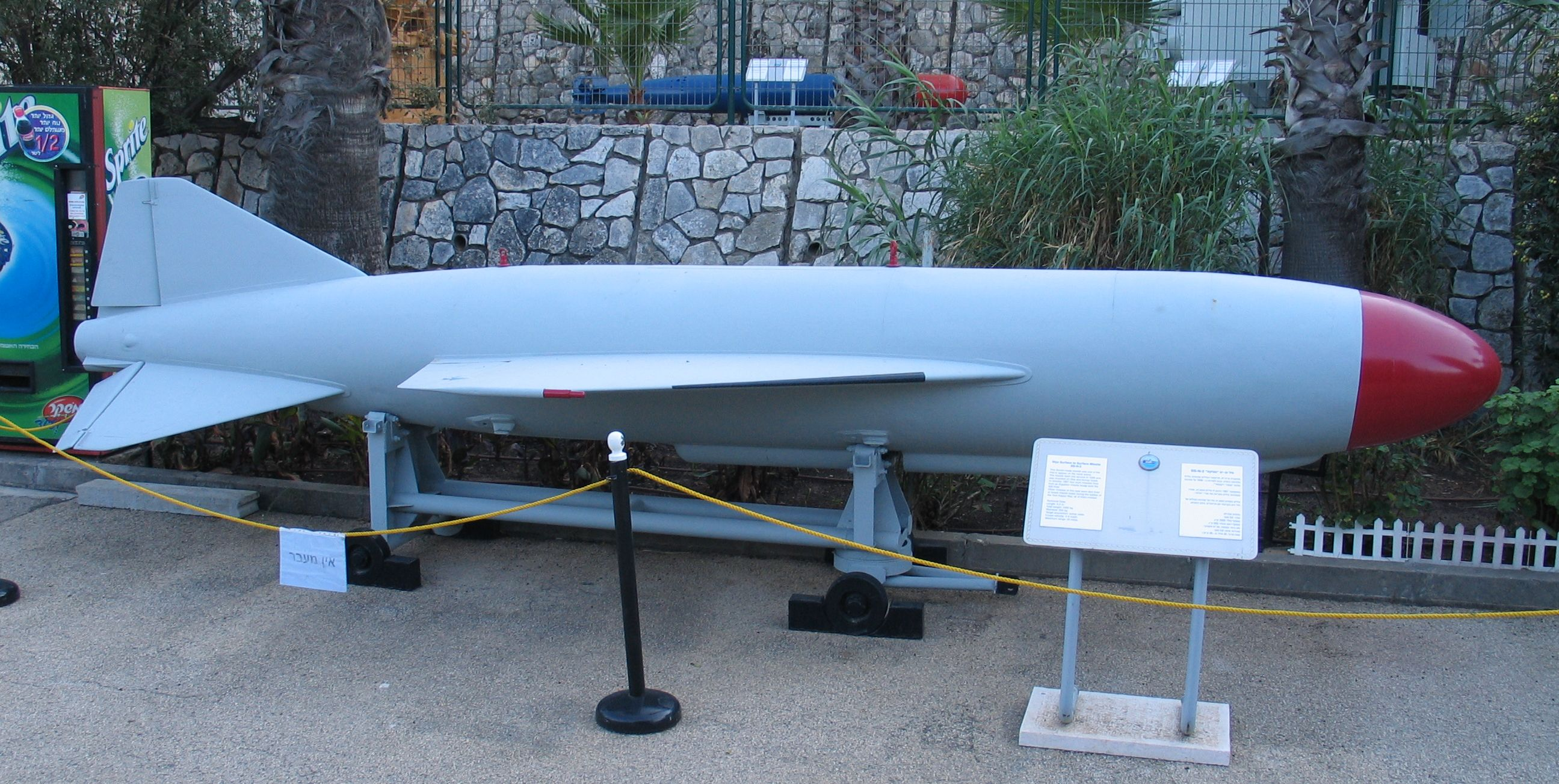
蘇聯SS-N-2冥河导彈

反艦飛彈（AShM, Anti-ship missile），又名攻艦飛彈，是指以攻击水面船隻（即不包含潛艇）为主要目的而研发、使用的飛彈；其它也能夠對船隻發生破壞的飛彈不包含在這個類別當中。

## 歷史

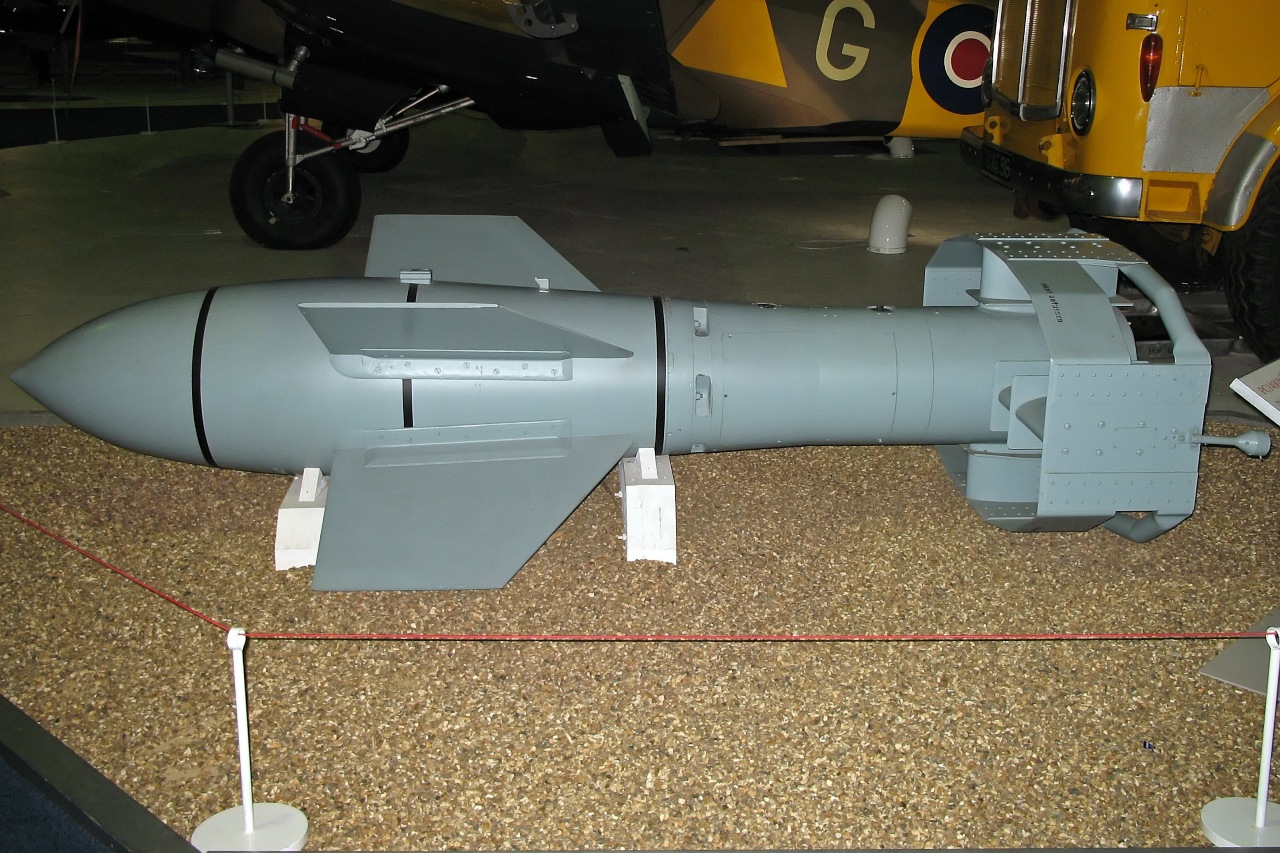
德國在二次世界大戰中期使用的弗里茨X制导炸彈

第一次正式使用反艦飛彈是在二次世界大戰後期，由德國在1943年利用轟炸機投擲包括Fritz X與Hs 293這兩種飛彈攻擊盟軍的艦艇。另外在太平洋戰場上，由於日軍面對美軍艦隊的壓倒性優勢而窮於應付，遂發動了能以小搏大、以寡擊眾的「玉碎」（自殺攻擊）戰術，並開發了由一式陸上攻擊機掛載的MXY-7櫻花特別攻擊機應戰，而日軍櫻花自殺攻擊機的用途就像今日的反艦飛彈。
現代以主動雷達導引設計的反艦飛彈第一次成功使用是1967年由埃及發射蘇聯製造與提供冥河飛彈，擊沉以色列的埃拉特号驱逐舰。後來以色列吸取了上次戰役的慘痛教訓，開發了毒蜂級飛彈快艇和其搭載的天使飛彈，並反將埃及一軍。
1982年英國和阿根廷爆發了福克蘭戰爭，阿根廷使用了法製飛魚飛彈從超級軍旗攻擊機上發射，擊沉了英國皇家海軍的錫菲號導彈驅逐艦，一度影響了英軍士氣；但後來英國斷絕了所有阿根廷獲得飛魚飛彈的途徑，從此阿根廷失去了對付英國皇家海軍的利器，戰爭也從此一面倒失敗。
在兩伊戰爭期間，伊拉克和伊朗曾大量使用反艦飛彈攻擊波斯灣上的鑽油平台、油輪和美軍護航艦隊，企圖藉由攻擊對方的石油儲備和輸出影響戰爭局勢。

## 基本構造
反艦飛彈一般組成數個主要的部分：彈頭段，導引段，推進段

### 彈頭段
彈頭是提供破壞力的主要來源。战斗部根据杀伤方式的不同分类：
- 整体爆破型战斗部：一般采用触发引信或者近炸引信，爆炸之后往往伴随着大量的破片，对甲板上的人员和精密的雷达天线具有非常好杀伤效果，不过对舰体本身的杀伤并不严重，适合于对付装甲薄弱的舰船或打击大型舰只的舰面目标。对有坚固装甲或多舱防护的舰只破坏作用较小。
- 聚能爆破战斗部：苏联的“冥河”反舰导弹为代表，当时设计对抗美国的战列舰。
- 杀伤爆破战斗部：多见于对付舰载雷达的反辐射导弹。使用预制破片与冲击波超压杀伤
- 半穿甲爆破战斗部：采用延时引信，在导弹击中目标后，弹头前面的钝形钢可以撕裂舰体，等待导弹的战斗部完全进入船体之后，延时引信起爆。这种战斗部对舰体内部的杀伤效果非常理想，爆炸产生的巨大气压会导致船体结构受到严重损坏，被击中船只即使不会立即沉没，也要经过长期而又繁复的修理工作才有可能恢复战斗力。20世纪70年代，美国的“鱼叉”、法国的“飞鱼”导弹均使用了半穿甲爆破战斗部。一般采用钝形的较厚高强度高韧合金钢制成，装填系数20-40%；苏联采用高强度高韧性低密度钛合金，装填系数达50%。
- 半穿甲多P装药战斗部：西德的鸕鶿飛彈（英语：AS.34 Kormoran）在半穿甲爆破战斗部壳体上预制了多个大锥角药型罩，具有多聚能杀伤效应。
- 侵彻燃烧战斗部：战斗部内装铝热剂、稀土金属燃烧剂、凝固汽油、三乙基铝、AL/PTFE等材料。
- 船外入水爆破战斗部
- 串联战斗部：
- 子母战斗部

一般来讲，彈頭重量愈高的飛彈破壞力雖大，但也會嚴重限制可以發射的載具大小。

### 導引段
導引段是協助飛彈追蹤目標和進行控制的部分，常見的導引方式包括乘波導引、主動雷達導引與紅外線導引，甚至還有不發射雷達波，全程保持靜默的飛彈。根据制导方式的不同，导弹也具有不同的弹道。
- 早期的无线电制导导弹在发射之后受到发射者的无线电指令的引导，调整弹道，攻击目标，一般弹道比较简单，成本低，但是抗干扰能力较差，只要在制导的无线电波段上进行干扰，导弹几乎无法命中目标。
- 主动雷达导引的导弹的弹道一般由计算机根据弹上的电子海区图预设，发射之后一般先爬升到经济飞行高度，以一定的速度飞行，当接近目标时，弹上的雷达开机，锁定目标，同时导弹进入攻击状态，這時主動發射雷達波故通常也會被發現，攻击状态的弹道有两种，一种是导弹降低到海面10M以下飞行，盡可能躲避对方雷达的侦测和防空导弹的拦截，同时加速，直至命中；还有一种是导弹先降低高速，在距离目标5公里左右的距离是突然爬升至具海面几百米的目标上空，然后突然掉转向下以接近垂直的角度加速俯冲，这种末端弹道利用大多数军舰的防卫武器的盲区在头顶的特点，攻击成功率较高。
- AGM-158C远程反舰导弹這類新興的匿蹤飛彈，發射後會维持無線電靜默，只要透過收聽預警機或衛星、水下機等偵搜工具所更新的作戰數據，之後至目標海域就會依賴自主智慧判斷位置並進行攻擊。
- 反舰彈道飛彈由於速度超過10馬赫，會經過黑障區，無法發出無線電訊號，目前導引鎖定方式仍不明確。

### 推進段
推進段提供飛彈飛行的動力與改變航向與姿態的能力，常見的推進方式分为火箭发动机和涡轮发动机两种。火箭发动机是反舰导弹最初的形态的发动机，在动力舱内预置氧化剂和还原剂，发动机工作不依赖外部的空气。这种发动机的优点是具有较好的加速性能，很容易达到超音速，一般采用这种发动机的导弹全程平均速度较高，但是由于火箭燃料技术的限制，这种动力舱的价格非常昂贵，且体积巨大，一般的中近程、中小威力的反舰导弹不适于采用。目前，采用这种推进方式的导弹集中于俄罗斯生产的远程、超音速、重型反舰导弹中（这种导弹是苏联时代对抗美国航母的专用导弹）
涡轮发动机的原理与喷气式飞机上的涡轮发动机原理相似，有涡轮风扇发动机和涡轮喷气发动机两种。这种动力段内只携带燃料，化学反应中的氧化剂由外界的空气中的氧气提供，所以采用这种发动机的导弹一般有明显的进气口。由于对空气的依赖和加速性能上的不足，一般这种发动机的导弹不具备超音速能力。涡轮发动机最值得称道的是飞行的经济性和稳定性，这使得这种动力段能够帮助导弹以相对较小的体积飞行较长的距离，同时在飞行过程中也便于制导和控制。北约国家生产的反舰导弹一般采用涡轮发动机。

## 發射型態
反艦飛彈發展到近代，已經可以從多種型態的載具上使用，包括從各類飛行器上發射的空射型，由地面發射的陸射型，由水面艦艇使用的艦射型以及自潛艇發射的潛射型。許多飛彈在經過少許改裝之後就可以在不同的載具上使用，不必另外發展專用衍生型。

## 各國系統

### 美国
- 魚叉反艦飛彈
- RGM/UGM-109B
- AGM-114
- AGM-119
- AGM-158C

### 
- Padasuri-6[1]

### 苏联/俄羅斯
- Kh-22导弹（AS-4）
- KSR-2导弹（AS-5）
- 2K12导弹 (AS-6)
- AS-7
- AS-9
- AS-10
- AS-11
- AS-13
- AS-14
- Kh-55导弹（AS-15）
- Kh-15飛彈（AS-16）
- Kh-31导弹（AS-17）
- Kh-35U（AS-20）
- P-15导弹（SS-N-2）
- SS-N-3
- SS-N-9
- P-500“玄武岩”（SS-N-12）
- P-700“花岗岩”（SS-N-19）
- P-270「蚊子」（SS-N-22）
- Kh-35 Uran（SS-N-25）
- P-800“缟玛瑙”（SS-N-26）
- 3M-54“口径”（SS-N-27）
- 棱堡岸基反舰系统（(K-300P)）

### 英國
- 海鷹飛彈
- 海賊鷗飛彈

### 法國
- 飛魚反艦飛彈
- AS 15

### 德國
- 鸕鶿飛彈（英语：AS.34 Kormoran）（Kormoran）
- 弗里茨 X

### 國際合作
- 獨眼巨人飛彈（Polyphem，德法意合作，2003年取消）
- 布拉莫斯飛彈（Polyphem，俄印合作）
- JSM隱形反艦飛彈（Joint Strike Missile，美國與挪威合作）

### 以色列

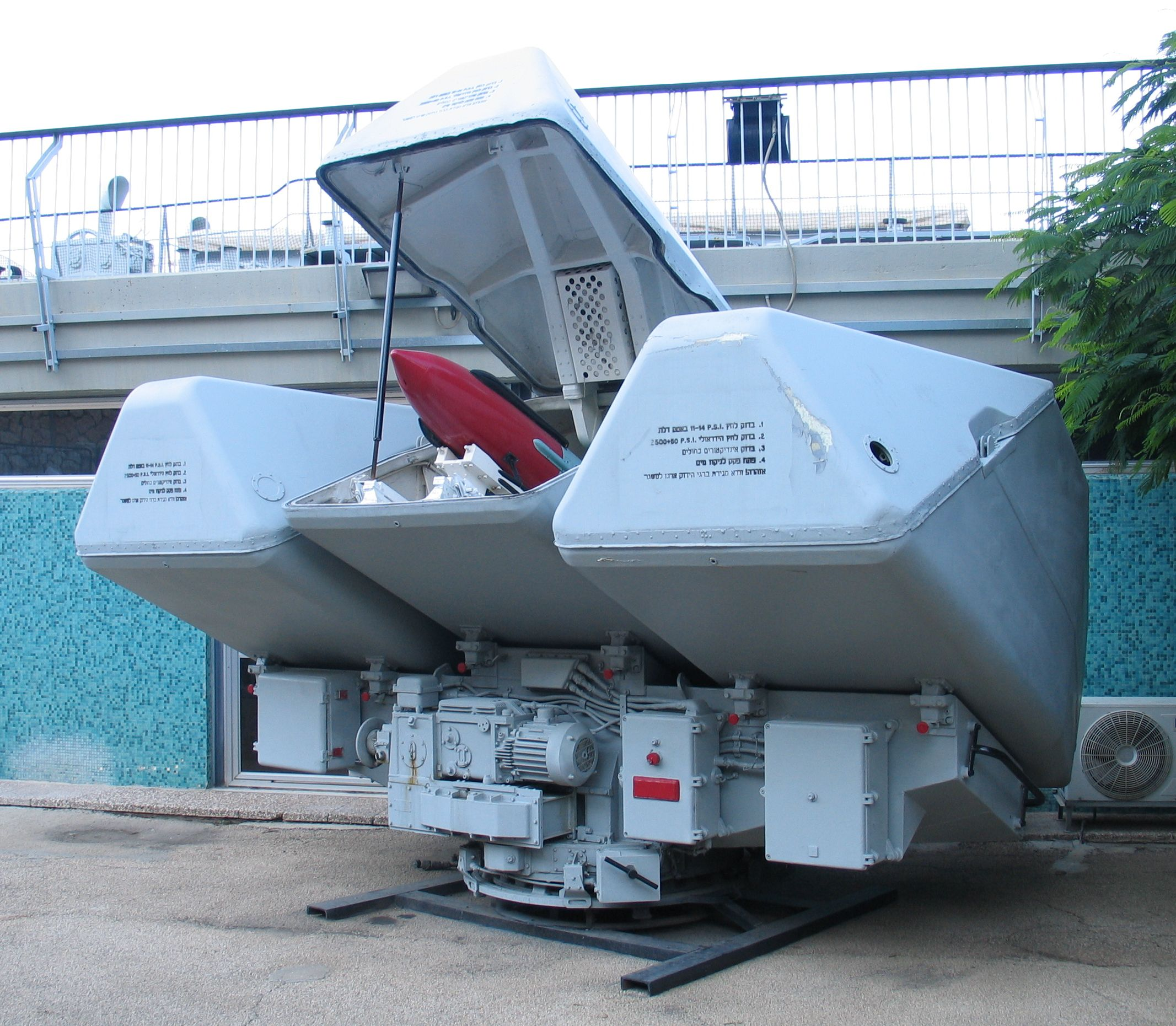
以色列天使飛彈三連裝發射箱與飛彈

- 天使飛彈

- 德立拉飛彈
- 突眼飛彈

### 中华人民共和国
- 反艦彈道導彈
  - 東風-21中程彈道飛彈
  - 東風-26中程彈道飛彈

- 超音速反艦飛彈
  - 长剑-10导弹
  - 鹰击–1反舰导弹（C-101）
  - 飞龙-7反舰导弹
  - 海鹰-3反舰导弹（C-301）
  - 鹰击-2反舰导弹
  - 鹰击81反舰导弹
  - 鹰击82反舰导弹
  - 鹰击83反舰导弹（C-802） 1999年国庆阅兵转播时，CCTV解说员提到“国产超音速反舰导弹”。
  - 鹰击12反舰导弹
  - 鹰击91反舰导弹
  - 鹰击18反舰导弹
  - 鹰击21反舰导弹
  - SS-N-22导弹
  - 3M-54反舰导弹（SS-N-27）

- 亚音速反艦飛彈
  - 上游-1反舰导弹（FL-1）
  - 上游-2反舰导弹（FL-2）
  - 海鹰-1反舰导弹（FL-3）
  - 海鹰-2反舰导弹（C-201）
  - 海鹰-4反舰导弹（C-401）
  - 鷹擊-6反舰导弹（C-601）
  - 鷹擊-7反舰导弹（C-701）
  - 鷹擊-8反舰导弹（C-801）
  - 鷹擊-62反舰导弹（C-602）
  - 飞龙-8反舰导弹
  - 飞龙-9反舰导弹
  - 飞龙-10反舰导弹
  - 天龍-1反舰导弹
  - 天龍-2反舰导弹
  - 天龍-6反舰导弹
  - 天龍-10反舰导弹
  - KD-88反艦飛彈（英语：KD-88）

### 台湾
- 雄風一型反艦飛彈
- 雄風二型反艦飛彈
- 雄風三型反艦飛彈

### 日本

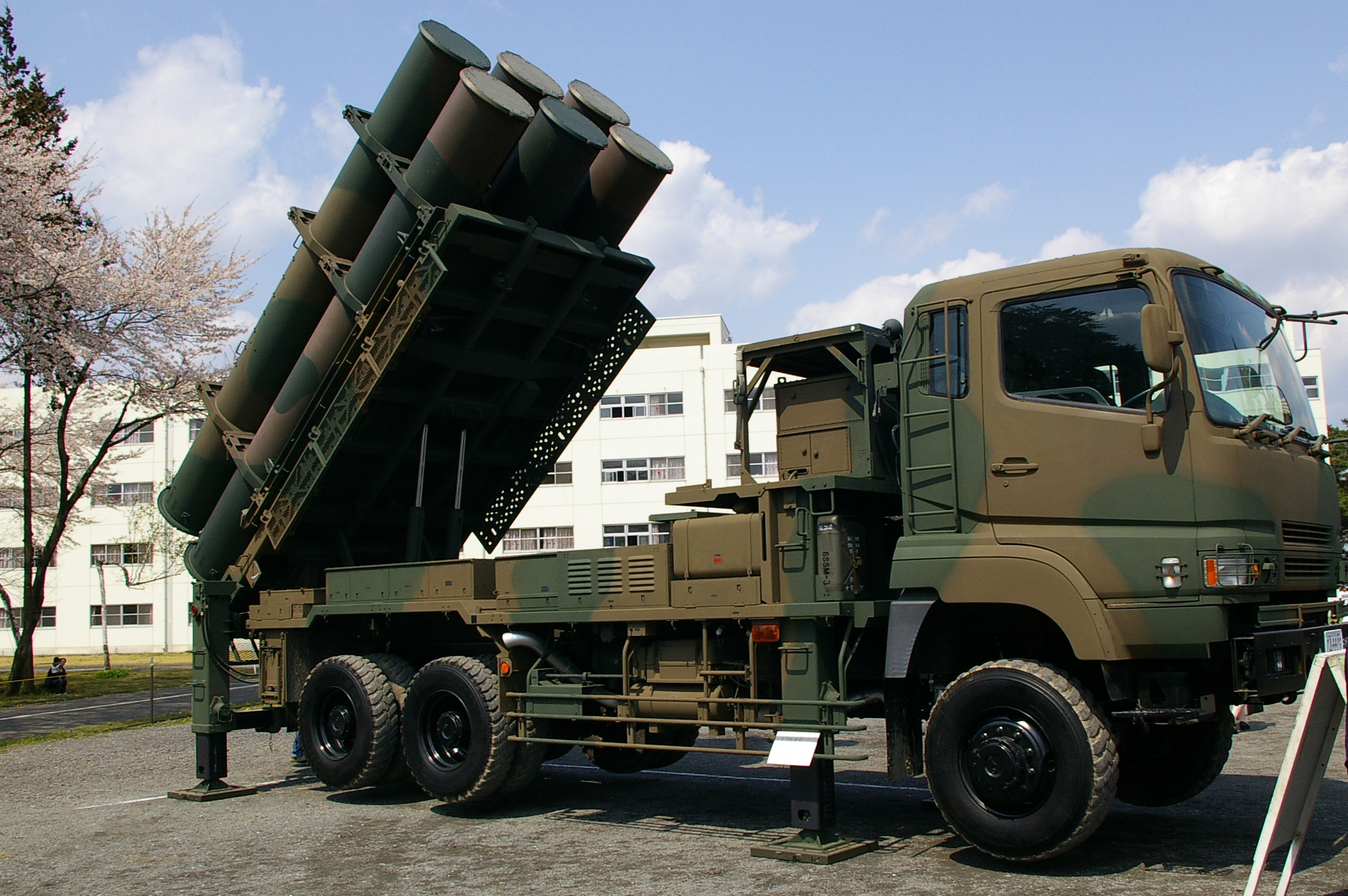
88式陸基反艦飛彈裝載於卡車

- 80式空射反舰导弹（ASM-1）
- 88式陸基反艦飛彈（SSM-1）
- 90式反艦飛彈（SSM-1B）
- 91式空射反艦飛彈（ASM-1C）
- 93式反艦飛彈（ASM-2）
- 12式陸基反艦飛彈
- 17式反艦飛彈（SSM-2）
- MXY-7櫻花特別攻擊機
- XASM-3

### 韓國
- 海星反艦飛彈（SSM-700K）

### 挪威
- 企鵝反艦飛彈
- NSM飛彈

### 意大利
- 海殺手飛彈（Sea Killer）
- 奥托马特飛彈（Otomat）

### 瑞典
- RBS-15

### 烏克蘭
- 海王星飛彈（R-360）

### 引用
1. ↑  . www.facebook.com.   [2024-02-17]. （原始内容存档于2024-02-17）.

## 外部連結
- The Sunburn - Iran's Awesome Nuclear Anti-Ship Missile（页面存档备份，存于）
- AGM-119B Penguin Anti-Ship Missile（页面存档备份，存于）
- C-802 / YJ-2 / Ying Ji-802 / CSS-C-8 / SACCADE（页面存档备份，存于）
- Lethal sting
- 鷹擊一式（YJ-1）反艦飛彈